# Garry Ringrose
Garry Ringrose (26. ledna 1995, Dublin) je irský ragbista hrající na postu pravé tříčtvrtky.
Je součástí irského klubu Leinster, se kterým v letech 2018 až 2021 vyhrál soutěž PRO14. V roce 2018 vyhrál s klubem i Evropský pohár mistrů. V sezóně 2024/25 zvítězil v United Rugby Championship.
V roce 2023 byl vybrán světovou ragbyovou asociací do nejlepší sestavy světa.S reprezentací vyhrál v letech 2018, 2023 a 2024 Six Nations. V roce 2025 byl součástí Britských a Irských lvů.